# Vaxholms församling
Vaxholms församling är en församling i Svenska kyrkan i Roslags kontrakt i Stockholms stift. Den omfattar hela Vaxholms kommun i Stockholms län och utgör ett eget pastorat.

## Administrativ historik
Församlingen bildades 1652 genom en utbrytning ur Östra Ryds församling och har därefter utgjort ett eget pastorat.
Den 1 januari 2011 överfördes Storholmen från Vaxholms kommun till Lidingö kommun men församlingsindelningen ändrades inte förrän året därpå. Därför hade Vaxholms församling under året 2011 två församlingskoder, 018701 för delen i Vaxholms kommun och 018602 för delen i Lidingö kommun.

## Areal
Vaxholms församling omfattade den 1 januari 1952 en areal av 15,37 km², varav 15,08 km² land. Efter nymätningar och arealberäkningar färdiga den 1 januari 1955 omfattade församlingen den 1 januari 1961 en areal av 16,30 km², varav 16,09 km² land.

## Organister och klockare
| Verksam   | Namn                      | Levnadstid | Övrigt                |
| --------- | ------------------------- | ---------- | --------------------- |
| 1734-1737 | Michel Gran (Gram)        |            | Klockare              |
| 1740-1741 | Johan Kielbom             |            | Klockare              |
| 1742-1745 | Carl Hellbom              |            | Klockare              |
| 1748-1751 | Johan Duseus              |            | Klockare              |
| 1752-1774 | Gabriel Lind              | 1721-      | Klockare och organist |
| 1775-1782 | Hindrich Westerberg       |            | Klockare              |
| 1961–1964 | Rutger Carl Gunnar Alving | 1917–      | Organist.             |

## Församlingens kyrkor
- Vaxholms kyrka
- Resarö kapell
- Bogesunds slottskapell